# Medina (Tennessee)
Medina és una població dels Estats Units a l'estat de Tennessee. Segons el cens del 2000 tenia 969 habitants.

## Demografia
Segons el cens del 2000, Medina tenia 969 habitants, 414 habitatges, i 279 famílies. La densitat de població era de 149,1 habitants/km².
Dels 414 habitatges en un 34,3% hi vivien nens de menys de 18 anys, en un 54,6% hi vivien parelles casades, en un 9,7% dones solteres, i en un 32,4% no eren unitats familiars. En el 28,7% dels habitatges hi vivien persones soles el 12,1% de les quals corresponia a persones de 65 anys o més que vivien soles. El nombre mitjà de persones vivint en cada habitatge era de 2,34 i el nombre mitjà de persones que vivien en cada família era de 2,88.
Per edats la població es repartia de la següent manera: un 24,3% tenia menys de 18 anys, un 8,8% entre 18 i 24, un 34,1% entre 25 i 44, un 19,1% de 45 a 60 i un 13,8% 65 anys o més.
L'edat mediana era de 34 anys. Per cada 100 dones de 18 o més anys hi havia 83,5 homes.
La renda mediana per habitatge era de 36.382 $ i la renda mediana per família de 40.804 $. Els homes tenien una renda mediana de 33.958 $ mentre que les dones 22.059 $. La renda per capita de la població era de 19.445 $. Entorn del 8,4% de les famílies i el 10,2% de la població estaven per davall del llindar de pobresa.

## Poblacions més properes
El següent diagrama mostra les poblacions més properes.